# 土地浄霊法要
土地浄霊法要（とちじょうれいほうよう）とは土地の浄化を祈念して行われる法要である。主に柴燈護摩供という護摩を焚く法要と、護摩は焚かれない法要の2種類ある。

## 土地浄霊の歴史
そもそも土地浄霊という形式での法要は阿含宗が始めた法要の形式である。第一回土地浄霊法要として行われたのは兵庫県篠山市の八上城土地浄霊であった。以後、全国の都道府県において土地浄霊法要がひろがっていった。さらに、海外でも行われるようになった。
毎年2月11日に行われる阿含宗の恒例行事「炎の祭典・阿含の星まつり」の縮小版のような形式である。
柴燈護摩形式、内護摩形式、屋敷浄霊形式など、規模や場所に応じて開催している。
場所も神社境内、公園、慰霊碑前、河川敷、私有地、船舶など様々である。